# Trichoncus
Trichoncus es un género de arañas araneomorfas de la familia Linyphiidae. Se encuentra en la zona paleártica y África oriental.

## Lista de especies
Según The World Spider Catalog 12.0:
- Trichoncus affinis Kulczynski, 1894
- Trichoncus ambrosii Wunderlich, 2011
- Trichoncus aurantiipes Simon, 1884
- Trichoncus auritus (L. Koch, 1869)
- Trichoncus gibbulus Denis, 1944
- Trichoncus hackmani Millidge, 1955
- Trichoncus helveticus Denis, 1965
- Trichoncus hirtus Denis, 1965
- Trichoncus hispidosus Tanasevitch, 1990
- Trichoncus hyperboreus Eskov, 1992
- Trichoncus kenyensis Thaler, 1974
- Trichoncus lanatus Tanasevitch, 1987
- Trichoncus maculatus Fei, Gao & Zhu, 1997
- Trichoncus monticola Denis, 1965
- Trichoncus nairobi Russell-Smith & Jocqué, 1986
- Trichoncus orientalis Eskov, 1992
- Trichoncus patrizii Caporiacco, 1953
- Trichoncus pinguis Simon, 1926
- Trichoncus saxicola (O. Pickard-Cambridge, 1861)
- Trichoncus scrofa Simon, 1884
- Trichoncus similipes Denis, 1965
- Trichoncus sordidus Simon, 1884
- Trichoncus steppensis Eskov, 1995
- Trichoncus trifidus Denis, 1965
- Trichoncus uncinatus Denis, 1965
- Trichoncus varipes Denis, 1965
- Trichoncus vasconicus Denis, 1944
- Trichoncus villius Tanasevitch & Piterkina, 2007